# ایمنی سلولی
واکنش ایمنی سلولی (cell-mediated) یک پاسخ ایمنی است که شامل آنتی‌بادی نیست بلکه حاصل فعال شدن فاگوسیتها، لنفوسیت‌های تی سیتوتوکسیک مختص آنتی‌ژن و ترشح انواع پاسخ‌های سایتوکاینی علیه یک آنتی‌ژن و سلولهای کشنده طبیعی می‌شود.

## عملکرد
مکانیسم ایمنی سلولی به مبارزه با سلول‌های آلوده به ویروس و باکتری و سلول‌های سرطانی می‌پردازد. در این روش، لنفوسیت‌های T نقش اصلی را دارند. این سلول‌ها پس از اتصال با آنتی‌ژنی خاص، تکثیر پیدا کرده و انواعی از سلول‌های T را به وجود می‌آورند:
- سلول‌های T کشنده (یا سیتوتوکسیک): این سلول‌ها توانایی شناسایی و حملهٔ مستقیم را به سلول آلوده یا سرطانی دارند. آن‌ها با ترشح پروتئینی به نام پرفورین، منافذی را در این سلول‌ها ایجاد می‌کنند که به مرگ آن‌ها می‌انجامد.
- سلول‌های T کمک‌کننده: فراوان‌ترین نوع لنفوسیت‌های T می‌باشد که به اعمال دستگاه ایمنی کمک می‌کند. این سلول‌ها، هدف ویروس HIV هستند.
- سلول‌های T تضعیف‌کننده: این سلول‌ها اعمال سلول‌های T کشنده و کمک‌کننده را کنترل می‌کنند و به پاسخ ایمنی خاتمه می‌دهند و از پاسخ‌های بیش از حد شدید جلوگیری می‌کنند.
- سلول‌های T خاطره: این سلول‌ها در حالت آماده‌باش در بدن می‌مانند؛ و طریقهٔ مبارزه با ویروس را به نسل‌های بعدی انتقال می‌دهند.